# The Curse of Fenric
The Curse of Fenric (La malédiction de Fenric) est le troisième épisode de la 26e saison de la première série de Doctor Who. L'épisode fut diffusé en quatre parties du 25 octobre au 15 novembre 1989.

## Accroche
Durant la Seconde Guerre mondiale, le Docteur et Ace arrivent sur une base navale militaire située sur les côtes du Northumberland et font la connaissance du Dr Judson, un expert en décryptage. Non loin de la base, ils lisent une inscription concernant une malédiction viking qui prophétise le retour de Fenric, une force maléfique.

## Distribution
- Sylvester McCoy — Le Docteur
- Sophie Aldred — Ace
- Dinsdale Landen — Dr Judson
- Alfred Lynch — Commandant Millington
- Stevan Rimkus — Capitaine Bates
- Marcus Hutton — Sergent Leigh
- Christien Anholt — Perkins
- Tomek Bork — Capitaine Sorin
- Peter Czajowski — Sergent Prozorov
- Marek Anton — Vershinin
- Mark Conrad — Petrossian
- Nicholas Parsons — Reverend Wainwright
- Janet Henfrey — Miss Hardaker
- Joann Kenny — Jean
- Joanne Bell — Phyllis
- Anne Reid — Infirmière Crane
- Cory Pulman — Kathleen Dudman
- Aaron Hanley — Bébé Audrey
- Raymond Trickett — Ancient Haemovore

## Résumé
Le Docteur et Ace arrivent sur la base navale militaire britannique proche de Maiden's Point sur les côtes du Northumberland peu de temps avant la fin de la Seconde Guerre mondiale. Ils deviennent amis avec le personnel de la base, dirigée par le Commandant Millington et dont le but est de décoder les messages des allemands, notamment grâce à l'invention du Dr. Judson, un puissant ordinateur nommé ULTIMA. Judson tente aussi de décoder d'anciennes inscriptions vikings se trouvant dans l'église non loin de la base et avertissant du dangereux pouvoir d'un être nommé Fenric. Cela a attiré l'attention de Millington qui souhaite utiliser le pouvoir de Fenric pour gagner la guerre. À l'extérieur de la base, se trouve aussi une escouade de militaire de l'union soviétique, dirigée par le Capitaine Sorin, qui cherche à prendre possession d'ULTIMA et dont certains soldats sont frappés par un mal étrange.
Dans la crypte sous l'église, le Docteur et Ace trouvent un vase oriental, ancienne possession des vikings, qui leur est confisquée par Millington. Alors que Millington et Judson utilisent ULTIMA afin de décoder les inscriptions se trouvant sur le vase, une race d'extraterrestres vampires, les Haemovores commencent à émerger de la crique de Maiden's Point, attaquant et convertissant deux jeunes filles du village puis différents soldats anglais et soviétiques. Alors que Judson est proche du vase, une énergie le possède et il devient possédé par Fenric. Celui-ci donne des ordres au "Grand Ancien", un Haemovores puissant et venu du futur qui contrôle le reste des monstres et commence à convertir le reste de la base. Seuls ceux qui ont foi en quelque chose réussissent à repousser les Haemovores : si le révérant n'y arrive pas à cause de sa foi vacillante, Sorin les repousse grâce à sa foi en la Révolution et le Docteur grâce à sa foi en une chose qui n'est pas révélée. Ace réussit à sauver l'une des femmes de la royal Navy, Kathleen, pour qu'elle puisse repartir à temps avec son bébé, Audrey.
Le Docteur finit par révéler qu'il affronte la force démoniaque de Fenric depuis l'aube des temps et qu'il le maintient grâce à un problème d'échec. Ne voyant pas l'issue d'une partie, Fenric reste bloqué. Pendant ce temps-là, le Docteur discute avec le Grand Ancien et tente le raisonner sur le fait que Fenric risque de tuer son peuple. Le capitaine Sorin entre dans la pièce et tente de tuer Fenric, mais Fenric lui révèle qu'il est l'un des "loups", tout comme Millington et Judson, c'est-à-dire un des descendants des vikings qui ont été maudits par lui et sont capables d'abriter son esprit. Croyant parler à Sorin, Ace révèle la solution du problème à Fenric, qui est à nouveau libre. Fenric ordonne alors au Grand Ancien d'attaquer le Docteur, mais celui-ci ne peut pas avancer car il est bloqué par la foi qu'Ace porte envers le Docteur.
Le Docteur se met alors à révéler à Ace qu'elle est, elle aussi, un des loups de Fenric, car elle est la descendante de Kathleen et le bébé Audrey est en réalité, sa mère, qu'elle déteste. Ace fut envoyé dans le temps via une tempête temporelle à la rencontre du Docteur afin qu'un agent de Fenric soit près de lui. Le Docteur affirme alors qu'il l'avait senti depuis toujours, qu'il trouvait Ace maladroite, bête et sans intérêt, mais qu'il l'a laissé l'accompagner dans le seul but de piéger Fenric. Cette sentence parvient à affaiblir la foi qu'Ace porte dans le Docteur, ce qui permet au Grand Ancien d'être libéré. Toutefois, au lieu d'attaquer le Docteur, le Grand Ancient attaque Fenric en l'enfermant dans une chambre pleine de gaz létal. La chambre explose. Le Docteur explique à Ace qu'il était obligé d'être ordurier avec elle afin que sa foi disparaisse. Ace plonge dans l'eau, une chose dont elle avait peur depuis des années, avant de rejoindre le Docteur et le TARDIS.

### Continuité
- Lorsque le Docteur murmure une litanie de foi qui repousse les Haemovores, on peut toutefois entendre des mots notamment les noms d'anciens compagnons du Docteur comme Susan, Barbara, Vicki et Steven. Il serait alors possible que le Docteur ai foi en ses compagnons.
- Ace mentionne une vieille maison à Perivale dont elle avait peur. À l'origine, cet épisode devait être diffusé avant « Ghost Light » et cette maison était celle que l'on devait voir durant l'épisode suivant[1].
- Dans la même veine, le Docteur devait montrer un nouveau vêtement qui serait caché sous son manteau durant la plupart de l'épisode, afin d'être révélé au dernier moment. Mais l'inversion d'ordre des épisodes a rendu cette petite révélation caduque.
- La fin de l'épisode révèle pourquoi Ace est tombé dans une tempête temporelle qui l'a menée sur le monde d'Iceworld où le Docteur l'a rencontré dans l'épisode « Dragonfire. »
- L'épisode explique aussi pourquoi on trouvait un échiquier avec des pièces mises en place de façon stratégique dans la chambre de Lady Peinforte dans l'épisode « Silver Nemesis. ». Il est d'ailleurs suggéré que les pouvoirs magiques de Lady Peinforte viennent de Fenric.

## Production

### Écriture
L'idée à l'origine de cet épisode vient du scénariste Ian Briggs qui souhaitait écrire un scénario qui soit plus "atmosphérique" que « Dragonfire », son précédent épisode. Il proposa un épisode se situant dans les années 1970, mais le script-editor (responsable des scénarios) Andrew Cartmel trouvait la période trop proche pour être évoquée. Ils s'accordèrent sur la Seconde Guerre mondiale dans un lieu se situant dans le nord-ouest de l'Angleterre, une région qui évoque le Dracula de Bram Stoker.
Briggs s'inspire de l'histoire de l'informatique et le professeur Judson et sa machine Ultima s'inspire des travaux d'Alan Turing afin de décoder les codes secrets allemands. De même que Turing fut persécuté pour son homosexualité, Judson est représenté sur un fauteuil roulant et le scénario original sous-entendait l'idée d'une relation entre Judson et le commandant Millington. Une autre source d'inspiration se trouve dans la mythologie viking, Briggs ayant passé ses vacances en Suède et Fenric s'inspire en partie du loup Fenrir qui causa la mort d'Odin. Le scénario parlait aussi du Ragnarok, mais cette mention fut supprimée afin qu'il n'y ai pas de confusion avec les dieux du Ragnarok vus à la fin de « The Greatest Show in the Galaxy. » Après avoir eu pour titres de travail “Powerplay” ("Jeu de pouvoir") et “Black Rain” ("Pluie noire") le script de l'épisode est commissionné le 9 novembre 1988 sous le titre de “Wolf-Time” ("Le temps du loup.")
De nombreux changements eurent lieu dans le scénario, car Andrew Cartmel souhaitait une saison montrant la progression d'Ace où celle-ci combattait ses peurs, en opposition avec le producteur John Nathan-Turner qui souhaitait des épisodes indépendants. De plus, il ne souhaitait pas que les monstres s'appellent des "vampires" (ceux-ci étant déjà explorés dans l'épisode « State Of Decay » ) et ceux-ci s'appelèrent les Haemovore (littéralement "les mangeurs de sang."). Le Grand Ancien, venant d'un futur ravagé, est d'ailleurs inspiré du personnage joué par David Bowie dans le film de 1976, L'Homme qui venait d'ailleurs. La plupart des noms des militaires soviétiques sont issus de personnages du dramaturge Anton Tchekhov : Sorin est l'un des personnages de La Mouette, Prozorov est le nom de famille des protagonistes de Les Trois Sœurs (pièce dans laquelle Vershinin est un soldat) et Gayev est le nom de famille des propriétaires de La Cerisaie. Miss Hardaker est inspiré du personnage de la maîtresse d'école dans la pièce de 1965 de Dennis Potter, Stand Up, Nigel Barton, rôle qui fut aussi interprété par l'actrice Janet Henfrey.
À l'origine, l'arme cachée dans la machine Ultima devait être une bombe nucléaire et Ace devait cacher un code dans le berceau du bébé, deux idées écartées finalement. Aux alentours du début de l'année 1989, l'épisode s'est vu renommé “The Wolves Of Fenric” ("Les loups de Fenric.") À la suite du changement de planning pour le tournage de l'épisode, Briggs complète le scénario des deux dernières parties en trois semaines. Ace devait dire qu'elle n'est « plus vierge » au Docteur, mais cette ligne de dialogue fut supprimée sur demande d'Andrew Cartmel. (Briggs avait envisagé un temps qu'Ace avait eu une relation avec Sabalom Glitz.)
À l'origine prévu pour être diffusé en deuxième position, l'épisode est inversé avec « Ghost Light » pour qu'il soit diffusé pour Halloween, annulant le jalon où Ace parle de la maison qui lui fait peur, ce qui devait conduire le Docteur à s'y rendre durant l'épisode suivant. L'épisode est au centre d'une suite de trois épisodes qui seront référés par les fans comme la "trilogie Ace" car chacun d'entre eux tente d'explorer le passé du personnage.
Ian Briggs écrira des épisodes de Doctor Who en roman pour les Virgin New Adventures, des livres dérivés de la série racontant les aventures du septième Docteur après l'annulation de la série.

### Casting
- Le bébé jouant Audrey, était le fils des propriétaires du Bush Hôtel, situé près des bureaux de production de la série[4].
- Anne Reid tiendra par la suite le rôle du Plasmavore nommé Florence Finnegan dans l'épisode « La Loi des Judoons. »
- Janet Henfrey était une ex-camarade d'école de la mère de Sophie Aldred. Elle tiendra par la suite le rôle de Mrs. Pitt dans l'épisode « La Momie de l'Orient-Express »

### Tournage
La réalisation de l'épisode fut confiée à Nicholas Mallett qui avait tourné « Paradise Towers » deux ans auparavant. À l'origine l'épisode devait être le second de la saison à être tourné, mais à la suite d'un changement de planning dans le tournage de « Battlefield » cet épisode fut le premier filmé.
À l'origine, l'épisode devait être tourné en partie en studio, mais Mallett réussi à convaincre la BBC de le tourner entièrement sur place. Cet épisode marque un changement dans le costume de Syvlester McCoy avec des vêtements plus sombres et moins fantaisistes montrant le côté plus « sombre » du Docteur. Tomek Bork proposa durant les répétitions que les soldats soviétiques parlent en russe durant le début de l'épisode et se proposa pour apprendre la diction aux autres acteurs. De plus, durant le tournage, Nathan-Turner fait la remarque que les "loups de Fenric" apparaissent très tard dans l'épisode et celui-ci prend finalement son titre définitif de "The Curse of Fenric."
Le tournage débuta par l'enregistrement des scènes à l'extérieur de la base, au camp d'entraînement de Crowborough dans le Sussex de l'Est du 3 au 11 avril 1989, mais fut de nombreuses fois ajourné à cause de la neige et de la pluie. Le terrain boueux fit couler une partie du tunnel construit par la BBC et Ian Briggs fut obligé de changer un certain nombre de dialogues afin qu'ils correspondent aux différents changements. Les scènes dans l'église St Jude et son cimetière furent tournées les 12 et 13 avril à la St Lawrence's Church à Hawkhurst dans le Kent. Le 14, les scènes de tunnel furent filmées à la Bedgebury Lower School d'Hawkhurst. Le 15, les scènes au cottage de Miss Hardaker furent tournées dans une maison privée nommée "Roses Farm" et les scènes dans la mine utilisèrent pour décors d'anciens tunnels ferroviaires des environs. À cette occasion, Sam et Joe Kent-Smith, les deux enfants de Sylvester McCoy, feront de la figuration dans le rôle de deux Haemovores.
Le tournage se conclut du 18 au 20 avril à Lulworth Cove près de Lulworth dans le Dorset pour les scènes se déroulant à Maidens' Point. La scène où les Haemovores sortent de l'eau causa des problèmes car les costumes étaient bourrés d'air et les acteurs avaient du mal à s'immerger, un problème déjà rencontré par la série lors du tournage en 1972 de « The Sea Devils. »

### Post production
De nombreux enregistrements de l'épisode furent effacés par erreur, notamment certains inserts de la confrontation finale entre Fenric et le Grand Ancien, ce qui explique la raison pour laquelle elle est filmée de loin. De plus, des dialogues entre les deux furent perdus ainsi qu'un plan suggérant que Fenric s'est possiblement échappé. Malgré ces pertes, l'épisode fut jugé bien trop long, notamment sur sa quatrième partie, au point qu'il fut suggéré que l'épisode puisse faire exceptionnellement cinq parties. Des scènes furent décalées, notamment le combat contre les Haemovores sur le toit de St Jude, ramené à la troisième partie, ou l'échange entre le Docteur et le Grand Ancien déplacé dans la quatrième partie.

## Diffusion et réception
| Épisode                                                                                                | Date de diffusion | Durée | Téléspectateurs en millions |
| --- | ----------------- | ----- | --------------------------- |
| Épisode 1                                                                                              | 25 octobre 1989   | 24:23 | 4,3                         |
| Épisode 2                                                                                              | 1er novembre 1989 | 24:09 | 4,0                         |
| Épisode 3                                                                                              | 8 novembre 1989   | 24:11 | 4,0                         |
| Épisode 4                                                                                              | 15 novembre 1989  | 24:16 | 4,2                         |
| L'épisode fit environ 4 millions de spectateurs en moyenne, un mauvais score d'audience pour la série, |                   |       |                             |

.
Face aux mauvaises audiences et à la possibilité d'annulation de la série, John Nathan-Turner organisa une conférence de presse pour diffuser les premières parties de « The Curse of Fenric » et « Survival » sans effets.

### Critiques
En 1995, les auteurs du livre "Doctor Who : The Discontinuity Guide", décrivent l'épisode comme "quelque chose de spécial" et citent un grand nombre de "scènes magiques." Les auteurs de Doctor Who : The Television Companion (1998) quant à eux, vantent le mérite de la réalisation et du côté horrifique
En 2012, Mark Braxton de Radio Times écrit que l'épisode possède "beaucoup de chose que l'on peut admirer" et note les influences de cet épisode vers les compagnons de la nouvelle série. Il a l'impression toutefois que "trois scripts ont été réécrits pour en faire un" et trouve que les effets spéciaux sont "changeants.". Sur le site de The A.V. Club ,Christopher Bahn note aussi les influences de cet épisode sur la nouvelle série et trouve que l'épisode a mal vieilli, que les dialogues sont "peu gracieux" et estime que Fenric et les Haemavores manquent de background.

## Novélisation
L'épisode fut romancé par Ian Briggs lui-même sous le titre de "The Curse of Fenric" et publié en novembre 1990. Illustré par une couverture d'Alister Pearson, il porte le numéro 151 de la collection Doctor Who des éditions Target Books. Ce roman rajoute de nombreuses informations absentes dans l'épisode, comme le fait que l'infirmière Crane était en réalité un agent russe, et ajoute un épilogue montrant Ace après qu'elle ai quitté le Docteur. Cette novélisation connaîtra une suite directement en roman, Set Piece par Kat Orman, dans laquelle Ace est à Paris près d'une faille temporelle et a une liaison avec un des descendants du capitaine Sorin. Ces romans n'ont jamais été traduits à ce jour.

## Éditions commerciales
L'épisode n'a jamais été édité en France, mais a connu plusieurs éditions au Royaume-Uni et dans les pays anglophones.
- La bande son de l'épisode est parue en CD en 1991 aux éditions Silva Screen Records avec la même couverture que la novélisation de l'épisode[11].
- L'épisode est sorti en VHS en 1991 avec six minutes de scènes supplémentaires.
- L'épisode fut édité en DVD en octobre 2003 pour le quarantième anniversaire de la série. Cette édition contient une version de diffusion ainsi qu'une édition "spéciale" contenant vingt minutes supplémentaires, de nouveaux effets spéciaux, la musique de Mark Ayres réarrangée en Dolby 5.1 ainsi que les commentaires audios de Sylvester McCoy, Sophie Aldred et Nicholas Parsons, une discussion de Ian Briggs sur la création du scénario, des bonus cachés et d'autres bonus.